# Площа трьох вокзалів (платформа)
Площа трьох вокзалів (до 1 серпня 2022 — Каланчевська) — зупинний пункт Олексіївської сполучної лінії Московської залізниці в Москві.
Входить до складу Московсько-Курського центру організації роботи залізничних станцій ДЦС-1 Московської дирекції управління рухом, лінії МЦД-2 та МЦД-4 Московських центральних діаметрів.
Розташовано у межах станції Москва-Каланчевська.
Пасажирська платформа зупинного пункту розташована в пішохідній доступності від трьох вокзалів (Ленінградського, Ярославського та Казанського) та станції метро «Комсомольська».
На ній зупиняються електропоїзди Курського та Ризького напрямків МЗ.
Раніше, до 21 листопада 2019 року існував рух з Курського на Смоленський напрямок, але він був припинений
.
Після запуску лінії МЦД-4 можливе відновлення транзитного руху електропоїздів зі Смоленського напрямку через пункт зупинки, але вже на Горьківський напрямок, а не на Курський.

## Історія

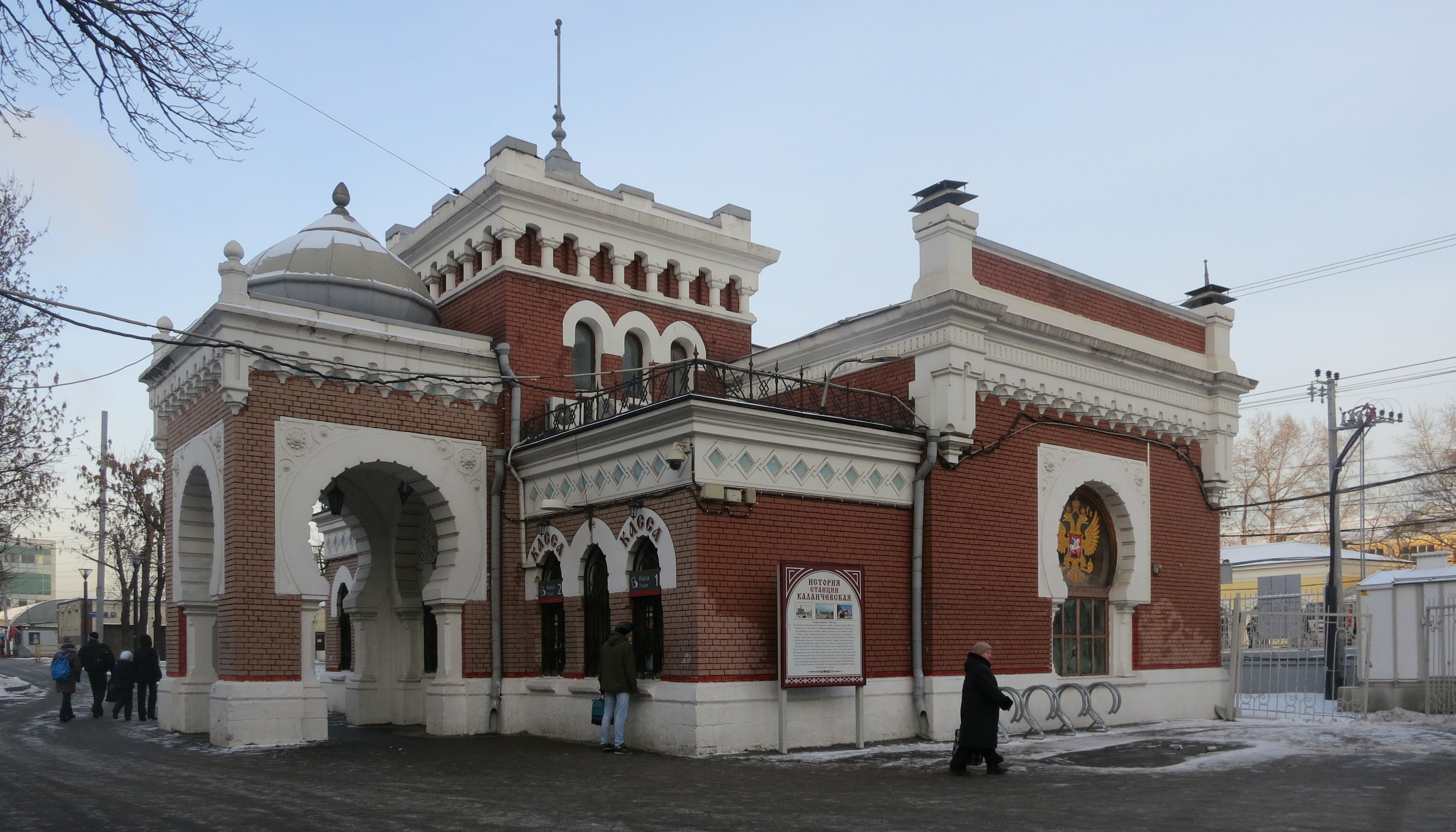
Сучасний вигляд Імператорського залізничного павільйону

Зупинний пункт було введено в експлуатацію разом зі станцією в 1865 році.
У 1896 побудовано будинок Імператорського залізничного павільйону для передбачуваного приймання коронаційного поїзда Миколи II.
З радянських часів до 2020-х на станції було 2 берегові платформи.
До 1990-х років існувала ще одна острівна платформа та надземний пішохідний перехід між платформами.
Перехід розібрано на рубежі 1970-х — 1980-х, платформа деякий час не використовувалася, пізніше розібрано і вона.
У другій половині 2000-х — першій половині 2010-х років розглядалися проєкти будівництва на місці платформи вокзального комплексу, на якому планувалося розмістити загальний кінцевий пункт для всіх аероекспресів, що прибувають із трьох аеропортів Москви.

## Пересадки
- Метростанцію  Комсомольська
- Метростанцію  Комсомольська
- Автобуси: 40, с633, т41